# Andreas Gröber

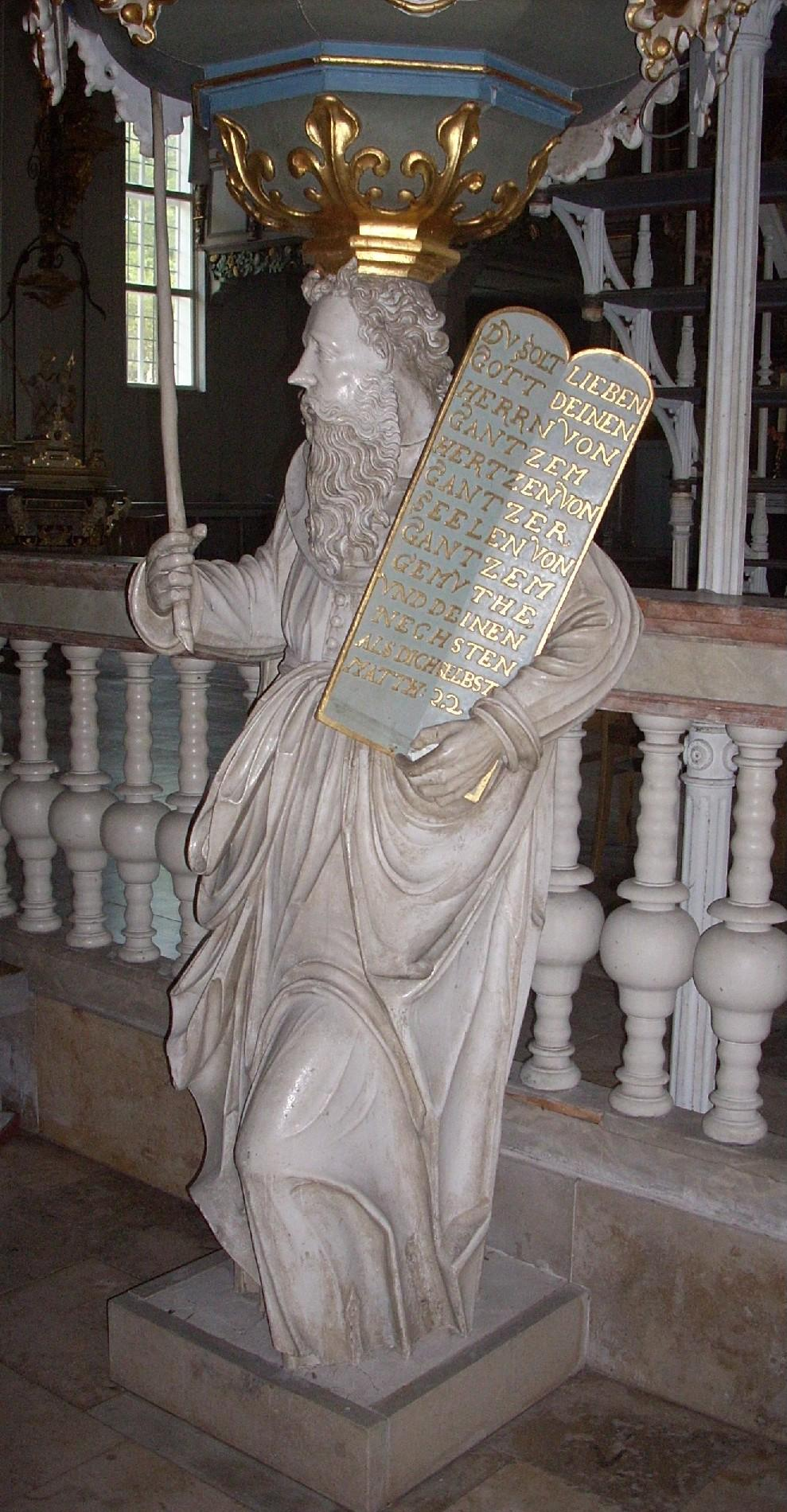
Mose als Kanzelträger, Clausthal, Marktkirche

Andreas Gröber (* um 1600/1610 in Ohrdruf; † 1662 in Osterode am Harz) war ein bedeutender Holzbildhauer des Frühbarock in Mitteldeutschland.
Seine Altäre, Kanzeln, Taufbrunnen und Orgelprospekte sind in vielen Kirchen der Harzregion und darüber hinaus erhalten. Lange war sein Name fast vergessen. Erst der jüngeren Forschung ist es gelungen, ihm, neben den sicher bezeugten, zahlreiche weitere ausgezeichnete, bisher anonyme Werke in der Region zuzuschreiben.
Über Gröbers Leben ist wenig bekannt. Sein Geburtsjahr ist nicht überliefert. Seit den 1630er Jahren ist er als Bildschnitzer in Osterode bezeugt. 1657 erwarb er das Bürgerrecht der Stadt und kaufte ein Haus am Kesselbrunnen für seine Familie und die Werkstatt.

## Bedeutende Werke
- um 1640 Ausstattung der Marktkirche zum Heiligen Geist
- um 1650 Ritterfigur am Ritterhaus, Osterode
- 1653 Orgelprospekt der Stadtkirche St. Marien, Celle
- 1654 Kanzelaltar der Burgkirche St. Johannes, Katlenburg
- 1659 Altar der Marktkirche St. Cosmas und Damian, Goslar
- um 1660 Ausstattung der St.-Aegidien-Kirche, Osterode

## Werke seines Sohnes Johann Andreas Gröber
- 1664 Altar der St.-Lukas-Kirche in Jerstedt[1]
- 1676/77 Hochaltar in der katholischen Stifts- und Pfarrkirche St. Severi, heute Pfarrkirche, Domberg in Erfurt[2]
- 1684–1685 Hochaltar der katholischen Pfarrkirche St. Cyriakus in Duderstadt, heute Basilika und Propsteikirche
- 1697 Hochaltar in der katholischen Stifts- und Pfarrkirche St. Marien, heute Erfurter Dom[3]